# Johannes Brugman
Pour les articles homonymes, voir Brugman.
Johannes Brugman, né à Kempen (?) (sur les frontières des régions de Clèves et de Berg dans l'archidiocèse de Cologne) vers 1400 et mort à Nimègue en 1473, est un célèbre prédicateur franciscain.

## Biographie
D'après des sources qui ne remontent qu'au XVIIe siècle, il serait originaire de Kempen, ville qui vit naître vingt ans auparavant le célèbre Thomas à Kempis.
Brugman aurait possédé des dons remarquables d'esprit et de cœur, une très bonne mémoire, la riche imagination et un esprit tout aussi sensible à la sensualité et au spirituel.  Dans son adolescence, il fréquenta l'école du monastère, où il se vit entouré d'hommes menant une vie frivole.  Ne pouvant offrir aucune résistance à la tentation autour de lui, il sombra bientôt à son tour dans la débauche.  Si on peut accorder quelque crédibilité à ce qu'il raconte sur lui-même, il aurait eu une enfance turbulente et tumultueuse :
| | |
| En moyen néerlandais : | Traduction libre en français : |
| « Och Brugman! Oh Brugman! wat erger, quaet mensch plachstu te wesen! Du plachste gaen met lange messen, bordelen te helpen houden. » | « Ô Brugman! Ô Brugman ! Quel homme fort malicieux as-tu été ! Tu pris l'habitude de porter de longs couteaux, aidant à exploiter des maisons closes. ». |

Quoi qu'il en fût, un grand changement eut lieu dans sa vie, et, après avoir prononcé ses vœux monastiques et ayant vécu quelque temps comme moine, il se repentit et devint un homme pieux, adoptant par la suite l'habit de frère mineur. Ce n'est que plus tard qu'il traduisit le souvenir de péchés commis et l'heureuse confiance dans l'avenir en une chanson, dont les premières paroles sont :
« Hadieu der werelt minnen, / Hadieu, tis al ghedaen! / Ic heb in minen sinnen / Wat nie(u)wes aen te gaen. » ;
(« Adieu ! amour terrestre !  Adieu ! tout est fini !  Il me reste à découvrir de nouveaux sentiments »).

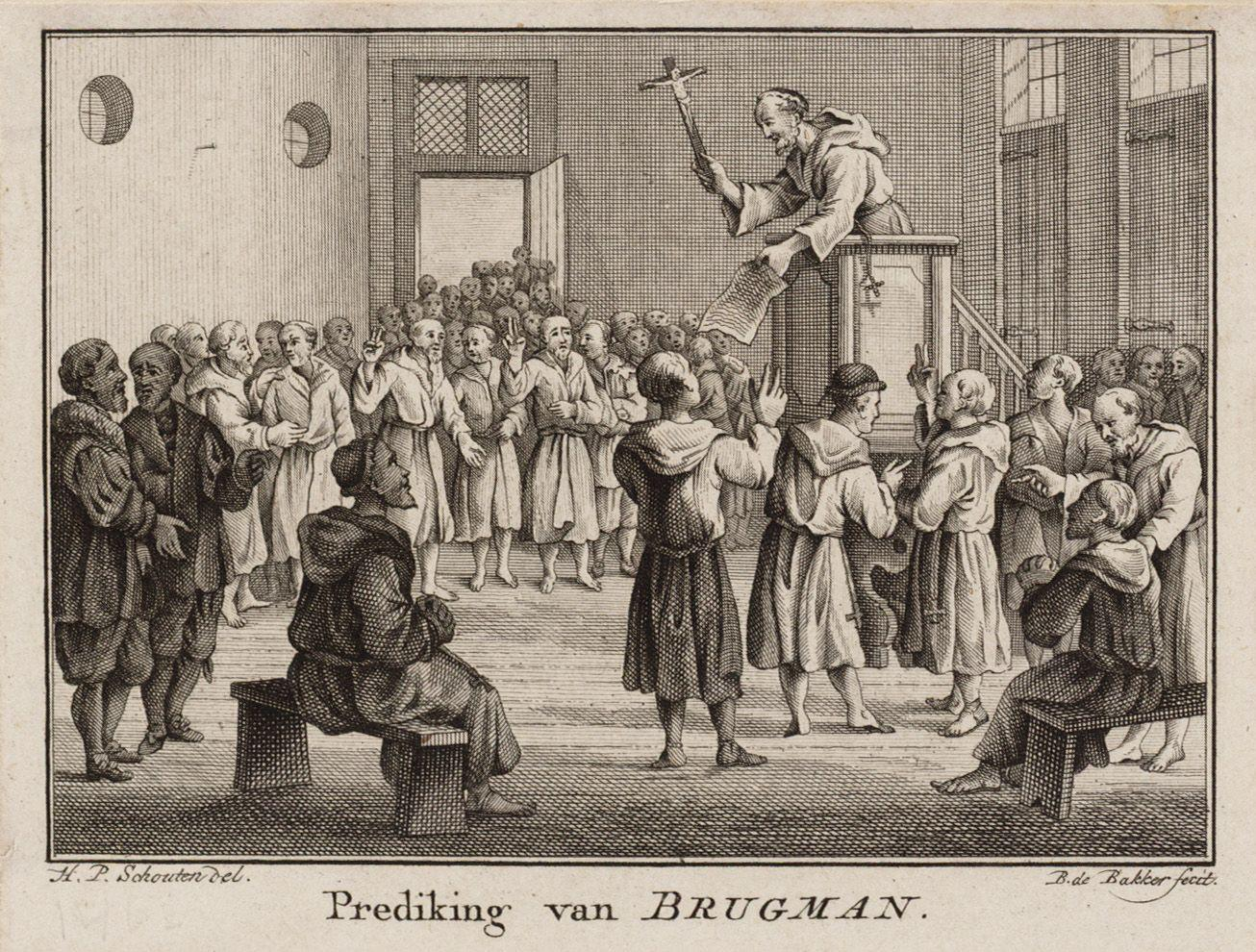
Prédication de Johannes Brugman par Hermanus Schouten (1788).

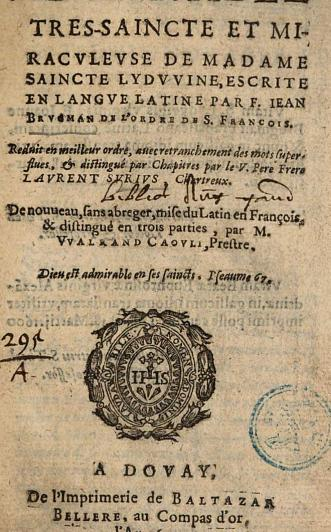
Détail du frontispice. d'une traduction française de l'hagiographie de Johannes Brugman sur la vie de sainte Lydwine de Schiedam, publiée à Douai en 1601.

Selon ses propres dires, à Paris, il fut étudiant soit à l'université, soit au studium generale de l'Ordre.  Dans le manuscrit de Kasterlee, il est appelé docteur en théologie, mais cette appellation, naguère utilisée pour désigner une personne qui donne des cours de théologie, n'avait pas nécessairement le sens de docteur ou de maître en théologie, un titre obtenu après des études à une université.
En tout état de cause, Brugman entra au monastère des récollets à Saint-Omer (comté d'Artois dans le nord de la France), où il devint lector theologiæ de l'école, chargé de l'éducation de la jeunesse et des moines.
À partir de 1450 et pour environ vingt ans, il parcourt les diverses régions des anciens Pays-Bas pour propager partout, directement ou indirectement, le respect, c'est-à-dire l'application rigoureuse, de la règle de saint François d'Assise. Il ne le fit pas toujours avec beaucoup de tact. La période de plus grande activité semble s'étaler entre 1452 et 1464.  En 1452, il prêcha à Groningue ; en 1453, il fonda un monastère à Hamm en Westphalie ; l'année suivante, il fut père gardien à l'Écluse.  En prêchant, il visita Bolsward, Zwolle, Kampen, Vollenhove, Deventer, Arnhem et Nimègue en 1455, Hamm et Middelbourg en 1456 et Münster et Kampen en 1457 ; il passa à La Haye, à Bocholt et à Zutphen en 1458, à Arnhem en 1459, et à Zutphen, à Deventer et à Geldern en 1460.  En 1461, il était à Doetinchem et à Kempen, et en 1462 à Weert, à Berg-op-Zoom, à Leyde et à Amsterdam.  Il visita également Schiedam, Haarlem et Harderwijk, mais on ignore en quelle année.  Au sein du chapitre de Hamm, il fut élu vicaire provincial des récollets de la province de Cologne en 1462.
En 1462, en tant que réformateur monastique assisté par Jelis Krabelijn, qui, lui, était un représentant de Charles le Téméraire, il dut faire face à l'opposition du clergé et du gouvernement de la ville d'Amsterdam.  Son ami Denys le Chartreux prétendit qu'il ait été souhaitable qu'il ait préparé ses discours avec plus de modération.  À l'instigation de Brugman, le même Denys écrivit De doctrinâ et regulis vitæ Christianæ, qu'il lui dédia.  Aucun prédicateur ne visitait autant d'endroits, de villes ou de villages que Johannes Brugman.  Partout où il passait, il insistait sur la repentance, vociférant contre les trois péchés cardinaux de son siècle : la passion du jeu (en particulier le jeu de dés), la profanation des dimanches et des jours saints, et le ressentiment des partis politiques.  Comme il était éloquent mais loin d'être modéré, son enthousiasme lui inspirait de parler avec le zèle le plus ardent, et on finit par lui attribuer des dons prophétiques.
Le passage de Brugman à Amsterdam en 1462 devint littéralement proverbial ; la même année, le protocole de la ville rendit témoignage de sa gloire naissante de prédicateur en remarquant que sa présence avait doté le langage d'une nouvelle locution proverbiale : « Al cost ghij praten als Brugman … » (« Même si tu pouvais parler comme Brugman… »), et, encore bien plus tard, au XVIIe siècle, la locution apparaît chez Samuel Coster et Jan Jansz. Starter.
Malade à Gorkum pendant deux ans, il se vit forcé de démissionner en 1464, l'année où il s'affirma encore à Culemborg, apparemment pour se retirer définitivement à Nimègue, où il mourut.
On peut se rendre compte de l'impertinence de Brugman, à laquelle fit allusion Denys le Chartreux - quoiqu'il ne fût pas exceptionnel à son époque de prendre certaines licences verbales -, par cet extrait d'un discours prononcé devant un auditoire de nonnes :
| | |
| En moyen néerlandais : | Traduction libre en français : |
| « Mijn alreliefste, en gaedi niet al avent met Jhesu te bedde ende of gijt duet, waerom wildi dan enen overspeelre behagen? Ic segge u in der waerheit, is(t) dat Jhesus comt ende vint dat een ander sijn stede becommert heeft, hi sal hem rechtevoert mit grooter onweerden van u keren ende gaen ewech, of gi moet sijnen wedersaec van u verdriven ende maken hem een stede, want dat beddeken uwes herten wilt hi tot sijnre genuechten alleen gebruken. » | « Ma très chère amie, ne passes-tu pas chaque nuit au lit avec Jésus ? Et, dans l'affirmative, pourquoi veux-tu plaire à un adultère ? Je te le dis en toute sincérité : quand Jésus reviendra, découvrant qu'un autre a pris possession de son alcôve, il se détournera immédiatement de toi avec un mépris particulier et il te quittera, excepté si tu chasses la cause de son mécontentement et que tu lui offriras une alcôve, parce qu'il ne veut utiliser le lit de ton cœur que pour son propre plaisir. » |

Brugmann passa ses dernières années au monastère des récollets de Nimègue. À la mi-1470, bien que malade et se trouvant à l'hôpital comme « pauvre vieillard tremblant », il ne lui manquait pas de fraîcheur d'esprit. Le 6 novembre 1470 et, probablement, en septembre 1471, provoqué par une lettre d'Egbert ter Beek (ou, latinisé, Dominicus Egbertus), recteur de la Maison du Seigneur Florens à Deventer, il écrivit deux lettres en latin qui témoignent de son amour pour les Frères de la vie commune à Deventer, qu'il exhortait également à demeurer indéfectibles à leur belle vocation : l'éducation religieuse des jeunes.
Brugman peut compter parmi les initiateurs de la Réforme protestante, comme Gérard Groote, Florens Radewijns ou Thomas à Kempis et bien d'autres.

## Œuvre

### Œuvres en langue latine

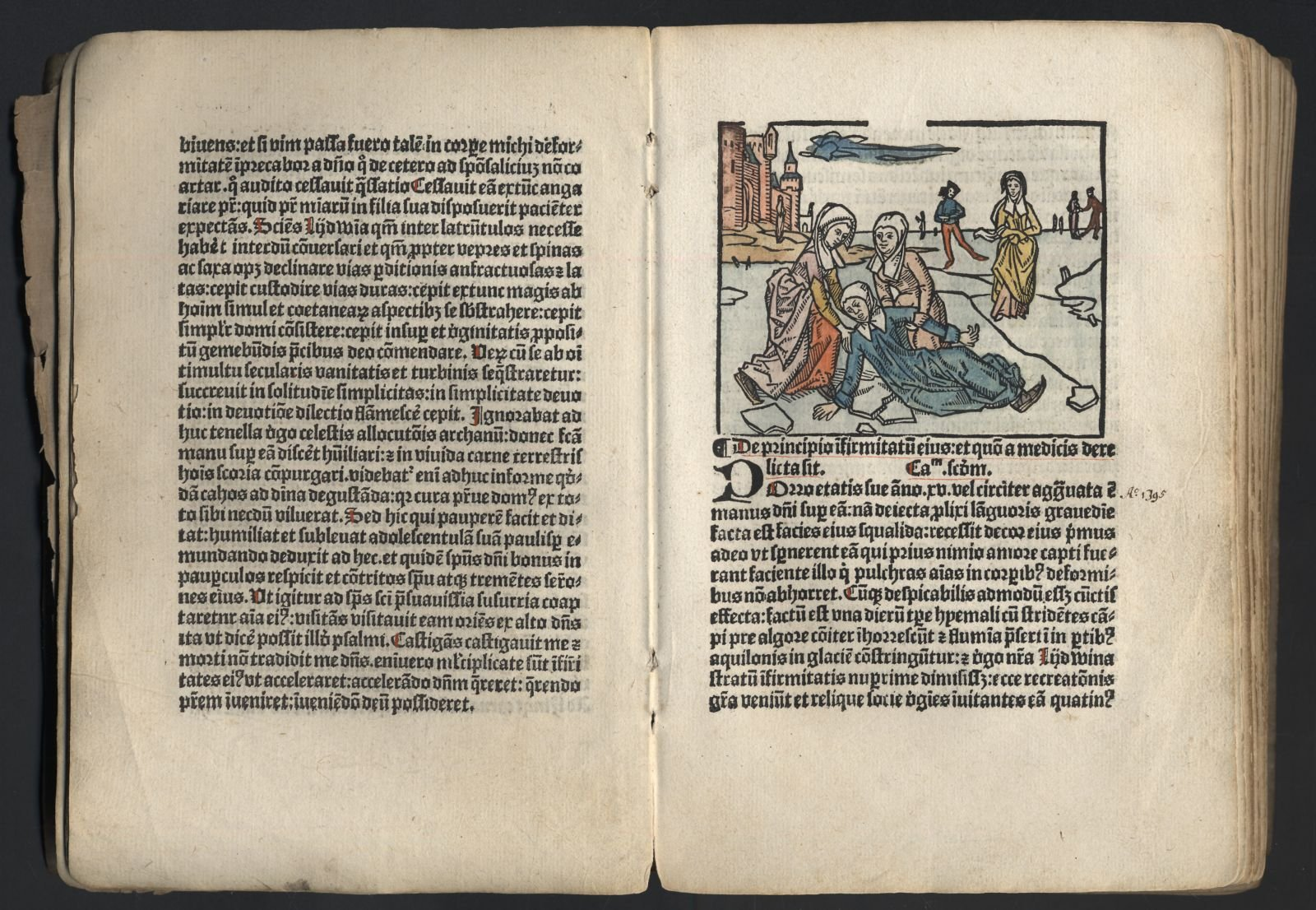
Vita alme virginis Liidwine, de Johannes Brugman, dans un livre publié en 1498, imprimé par Otgier Nachtegaal, prêtre de Schiedam et imprimeur. Collection des Archives communales de Schiedam.

Son hagiographie de sainte Lydwine de Schiedam (décédée le 14 avril 1433) est transmise par un manuscrit de 1459, conservé à la bibliothèque de l'université d'Utrecht.  En 1498, une édition parut à Schiedam sous le titre Vita alme virginis lydwine, et est l'adaptation augmentée qu'il fit d'un ouvrage que J. Gerlacus, un parent de la sainte, avait écrit peu après la mort de cette dernière.  Dans cette traduction améliorée par Brugman, l'hagiographie compte III « partes », divisées en « capita ».  Cette version connut aussi des traductions, comme celle qui parut en 1657 sous le titre : Het wonderlyck leven van de eerbare devote ende H. Maghet Lydwina.
Une autre œuvre majeure en latin, intitulée Devotus tractatus valde incitativus ad exercitia passionis Domini, est conservée dans un manuscrit de l'abbaye d'Einsiedeln qui provient de la bibliothèque de l'ancien monastère régulier de Gaesdonck près de Goch.
Toujours en latin, il écrivit un Speculum imperfectionis Fratrum Minorum et cinq lettres plus ou moins détaillées ainsi qu'un sermon latin.  Les lettres latines que l'on connaît de lui, y compris les précitées, sont de moindre importance, du moins en termes littéraires.
En outre, on connaît de lui un fragment d'une lettre en français qu'il écrivit de Nimègue à la fin de sa vie et qui est adressée à Catherine de Bourbon, épouse du duc Adolphe de Gueldre.

### Œuvres en langue moyen-néerlandaise
La majeure partie de l'œuvre nous est parvenue en moyen néerlandais.
Deux chansons spirituelles attirèrent l'attention du philologue prussien Hoffmann von Fallersleben : Ic heb ghejaecht mijn leven lanc et Och ewich is so lanc, qui tient son nom du refrain.
En outre, il existe une « Vie de Jésus », une œuvre en prose organisée autour d'un nombre de points soumis au jugement des lecteurs, intitulée Ene devote oefeninge der kijnsheit, des middels ende des eyndes ons Heren Christi.  Ces exercices dévotionnels, entièrement écrits dans l'esprit franciscain, débutant et terminant par l'Amour, sont, entre autres, méditatifs et passionnés.
Dans une mesure plus ou moins grande, les sermons ou « collations » de Brugman présentent les mêmes caractéristiques, ceux en moyen néerlandais autant que ceux en latin : ils sont accrocheurs, éloquents, réalistes et souvent naïfs.  Le caractère fragmentaire de nombreux d'entre eux peut s'expliquer par le fait que, sans doute, et à quelques exceptions près, ces sermons ont été enregistrés de sa bouche par les nonnes pour lesquelles ils ont été prononcés.

### Liste d'œuvres
- (nl) Ic heb ghejaecht mijn leven lanc [s. d.]
- (nl) Mit vroechden laet ons singhen [s. d.]
- (la) Devotus tractatus valde incitativus ad exercitia passionis Domini per articulos distinctus [s. d.]
- (nl) Een devote oefeninge der kijnseit, des middels ende des eyndes ons Heren Christi [s. d.]
- (la) Speculum imperfectionis [s. d.]
- (la) Vita almae virginis Lydwinae [s. d.]
- (nl) Œuvres dispersées [s. d.]

## Ressources

### Sources
- (de) Bautz, Friedrich Wilhelm.  « Brugmann, Johannes », Biographisch-Bibliographisches Kirchenlexikon, vol. 1, Nordhausen, Traugott Bautz, 1990, p. 764–765 (version en ligne).
- (nl) Brinkerink, Dirk Adrianus.  « Brugman, Johannes », Nieuw Nederlandsch Biografisch Woordenboek (réd. Philipp Christiaan Molhuysen et Petrus Johannes Blok), vol. 6, Leyde, A.W. Sijthoff, 1924, p. 221-222.
- (nl) Brugman, Johannes, et Amadaeus van Dijk O.F.M. Verspreide sermoenen (éd. Amadaeus van Dijk O.F.M.), Anvers, De Nederlandse Boekhandel, 1948, p. vii-x, xx.
- (en) Egan, Andrew.  « John Brugman », The Catholic Encyclopedia, vol. 3, New York, Robert Appleton Company, 1908.
- (nl) Kalff, Gerrit.  Geschiedenis der Nederlandsche letterkunde, vol. 2, Groningue, J.B. Wolters, 1907, p. 464-479.
- (nl) Moll, Willem.  Johannes Brugmann en het godsdienstig leven onzer vaderen in de vijftiende eeuw, grootendeels volgens handschriften geschetst, vol. 1, Amsterdam, G. Portielje & Zoon, 1854, p. 1.
- (nl) Schmitz, Wolfgang.  Het aandeel der Minderbroeders in onze middeleeuwse literatuur: inleiding tot een bibliografie der Nederlandse Franciscanen, Nimègue, Dekker & Van de Vegt / Utrecht, J.W. van Leeuwen, 1936, p. 19-28.